# Red Nahimova
Red Nahimova je visoko pomorsko odlikovanje Sovjetske zveze, ki je bilo podeljeno 3. marca 1944 in je poimenovano po admiralu Pavlu Stepanoviču Nahimovem; udeležencu krimske vojne in zmagovalcu nad Turki.
Red je bil podeljen pomorskim častnikom za načrtovanje in izvedbo pomorskih operacij, pri katerih je bila povzročena sovražniku velika škoda.

## Kriteriji
Red Nahimova 1. razreda je bil podeljen za načrtovanje in vodenje pomorskih operacij, medtem ko je bil 2. razred podeljen za hrabrost in pogumno vodenje v pomorskih bitkah.

## Opis

### Red Nahimova 1. razreda
Red je iz zlata, srebra in rubinov in je modro emajliran.

### Red Nahimova 2. razreda
Red je iz srebra in je rdeče emajliran.

## Nadomestne oznake
Nadomestna oznaka za 1. razred je črn trak z dvema 5 mm oranžnima trakoma, medtem ko je za 2. razred oranžen trak z dvema 5 mm črnima trakoma.

## Nosilci
Med drugo svetovno vojno je bilo podeljenih 80 redov 1. razreda in 460 2. razreda.